# (36060) Babuška
(36060) Babuška, désignation internationale (36060) Babuska, est un astéroïde de la ceinture principale.

## Description
(36060) Babuska est un astéroïde de la ceinture principale. Il fut découvert le 14 septembre 1999 à l'Observatoire d'Ondřejov par Petr Pravec et Peter Kušnirák. Il présente une orbite caractérisée par un demi-grand axe de 2,60 UA, une excentricité de 0,20 et une inclinaison de 3,5° par rapport à l'écliptique.

## Compléments